# Егіль Ульсен
Егіль Ульсен (норв. Egil Olsen, нар. 22 квітня 1942, Фредрікстад) — норвезький футболіст, що грав на позиції нападника. Після завершення ігрової кар'єри — тренер.
Виступав, зокрема, за клуби «Волеренга» та «Сарпсборг», а також національну збірну Норвегії. Він отримав прізвисько «Дрілло» («свердло») за навички ведення м'яча і техніку.
Як тренер національної збірної Норвегії в період з 1990 по 1998 роки вивів її на два чемпіонати світу поспіль: в 1994 і 1998 роках, під його керівництвом та побувала на другому місці в рейтингу ФІФА. Ульсен, таким чином, є найуспішнішим тренером у норвезькому футболі. Він також тренував збірну Іраку. У січні 2009 року він повернувся на посаду тренера збірної Норвегії, де пропрацював до 2013 року.

## Клубна кар'єра
У дорослому футболі дебютував 1958 року виступами за команду «Остсіден», в якій провів п'ять сезонів.
Своєю грою за останню команду знову привернув увагу представників тренерського штабу клубу «Волеренга», до складу якого перейшов 1966 року і відіграв за команду з Осло два сезони своєї ігрової кар'єри. 1968 року уклав контракт із клубом «Сарпсборг», у складі якого провів наступні чотири роки своєї кар'єри гравця.
З 1972 року працював граючим тренером клубу «Фрігг Осло», де працював три сезони, а завершив ігрову кар'єру у клубі «Гасле-Лерен», де працював також граючим тренером у сезоні 1975 року.

## Виступи за збірні
1960 року дебютував у складі юнацької збірної Норвегії, взяв участь у 1 іграх на юнацькому рівні.
1964 року залучався до складу молодіжної збірної Норвегії. На молодіжному рівні зіграв в одному офіційному матчі.
1964 року дебютував в офіційних матчах у складі національної збірної Норвегії. Протягом кар'єри у національній команді, яка тривала 8 років, провів у формі головної команди країни 16 матчів. За словами близького друга футболіста, Нільса Арне Еггена, Ульсен міг би зіграти більше матчів за збірну, якщо б не Вільгельм Кмент, тодішній тренер Норвегії. Йому не подобалися довге волосся і неохайний зовнішній вигляд Ульсена, а також його політичні комуністичні погляди. Окрім футболу Ульсен добре грав у хокей з м'ячем

## Кар'єра тренера
Після роботи граючим тренером з «Фрігг Осло» і «Гасле-Лерен», 3 1976 року тренував ряд посередніх норвезьких клубів, а також молодіжну збірну Норвегії.
З 1990 по 1998 рік Ульсен керував збірною Норвегії, двічі виводив команду у фінальну частину чемпіонату світу: 1994 року у США і 1998 року у Франції. При ньому Норвегія двічі займала друге місце у рейтингу збірних ФІФА. З 88 ігор під його керівництвом 46 було виграно, 26 зіграно внічию і лише в 16 не вдалося уникнути поразки. Серед найбільш пам'ятних ігор були перемоги над Нідерландами (2:1) і Англією (2:0) на домашньому полі у відбірковому циклі до чемпіонату світу 1994 року, перемога над Мексикою в 1994 році (1:0) і несподівана перемога над Бразилією на чемпіонаті світу 1998 року (2:1). Також у 1995 році, будучи тренером Норвегії, Егіль Ульсен використовував один із трьох своїх голосів, щоб номінувати норвезьку футболістку Геге Ріїсе на премію Гравець року ФІФА. Вперше жінка була номінована на цю чоловічу футбольну премію. Після відходу зі збірної він очолив «Волеренгу».

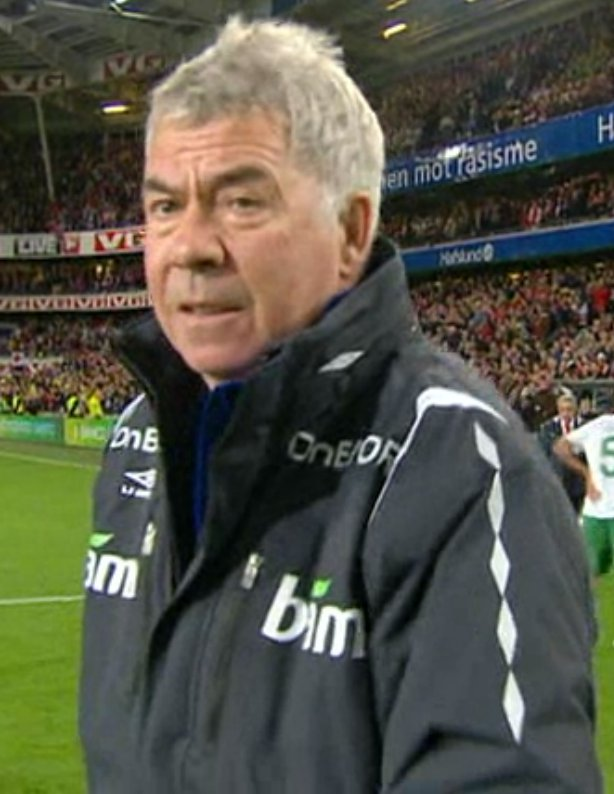
Егіль Ульсен після матчу з Португалією. 2010 рік.

У червні 1999 року 57-річний Ульсен вирішив спробувати себе в англійському футболі, ставши тренером «Вімблдону». Повідомляється, що він відмовився від контракту з «Селтіком», щоб очолити лондонський клуб. Ульсен заявив, що його улюбленим футболістом в клубі був гравець збірної Уельсу Бен Тетчер. Він залишався на посаді менше року і був звільнений незадовго до вильоту клубу з Прем'єр-ліги, де команда виступала з 1986 року. Тодішній гравець клубу Роббі Ерл сказав, що «Ульсен не знав, як отримати від нас максимум». Після цього він повернувся в Норвегію.
У 2002—2003 роках очолював юнацьку збірну Норвегії, а потім «Фредрікстад». Пізніше, з 2005 по 2007 рік, він обіймав посаду клубного аналітика «Волеренга», потім працював на Expekt.com.
19 травня 2007 року Ульсен відхилив пропозицію збірної Іраку, пославшись на напружений графік. Однак, президент Іракської федерації футболу пообіцяв не відмовлятися від ідеї запросити Ульсена, і 17 вересня тренер підписав контракт на три роки. У лютому 2008 року Ульсен був звільнений, причому самому норвежцю про це рішення не доповіли. Він кількома способами намагався зв'язатися з футбольним керівництвом країни, але отримав відповідь, коли вже був призначений новий тренер. Цей крок іракців був дуже несподіваним, причиною, як повідомляється, стала недостатня строгість Ульсена.
14 січня 2009 року було оголошено, що Ульсен тимчасово повернеться в збірну Норвегії, поки не знайдеться наступник Оге Гарейде. У першій грі під керівництвом Ульсена, Норвегія у товариському матчі у Дюссельдорфі з мінімальним рахунком обіграла Німеччину. Це була перша перемога Норвегії над німцями після Олімпійських ігор 1936 у Берліні. При Ульсену Норвегія в рейтингу ФІФА піднялася з 59-го місця в 2009 році до 11-го місця в 2011 році, але команда посіла лише третє місце у своїй відбірковій групі, не потрапивши на чемпіонат Європи. 27 вересня 2013 року Егіль Ульсен пішов у відставку з поста тренера Норвегії після домашньої поразки у відбірковому матчі Кубка світу проти Швейцарії.

## Статистика виступів

### Статистика клубних виступів
| Сезон                  | Клуб                   | Чемпіонат              | Чемпіонат | Чемпіонат | Національний кубок | Національний кубок | Національний кубок | Континентальні кубки | Континентальні кубки | Континентальні кубки | Суперкубки | Суперкубки | Суперкубки | Усього | Усього |
| Сезон                  | Клуб                   | Ліга                   | Ігор      | Голів     | Ліга               | Ігор               | Голів              | Ліга                 | Ігор                 | Голів                | Ліга       | Ігор       | Голів      | Ігор   | Голів  |
| ---------------------- | ---------------------- | ---------------------- | --------- | --------- | ------------------ | ------------------ | ------------------ | -------------------- | -------------------- | -------------------- | ---------- | ---------- | ---------- | ------ | ------ |
| 1958–59                | «Остсіден»             | ?                      | ?         | ?         | КН                 | ?                  | ?                  | -                    | -                    | -                    | -          | -          | -          | ?      | ?      |
| 1959–60                | «Остсіден»             | ?                      | ?         | ?         | КН                 | ?                  | ?                  | -                    | -                    | -                    | -          | -          | -          | ?      | ?      |
| 1960–61                | «Остсіден»             | ?                      | ?         | ?         | КН                 | ?                  | ?                  | -                    | -                    | -                    | -          | -          | -          | ?      | ?      |
| 1961–62                | «Остсіден»             | 2Д                     | ?         | ?         | КН                 | ?                  | ?                  | -                    | -                    | -                    | -          | -          | -          | ?      | ?      |
| 1963                   | «Остсіден»             | 2Д                     | ?         | ?         | КН                 | ?                  | ?                  | -                    | -                    | -                    | -          | -          | -          | ?      | ?      |
| 1964                   | «Волеренга»            | 1Д                     | 0         | 0         | КН                 | ?                  | ?                  | КЯ                   | ?                    | ?                    | -          | -          | -          | ?      | ?      |
| 1965                   | «Остсіден»             | 2Д                     | ?         | ?         | КН                 | ?                  | ?                  | -                    | -                    | -                    | -          | -          | -          | ?      | ?      |
| Усього за «Остсіден»   | Усього за «Остсіден»   | Усього за «Остсіден»   | ?         | ?         |                    | ?                  | ?                  |                      | -                    | -                    |            | -          | -          | ?      | ?      |
| 1966                   | «Волеренга»            | 1Д                     | ?         | ?         | КН                 | ?                  | ?                  | КЧ                   | ?                    | ?                    | -          | -          | -          | ?      | ?      |
| 1967                   | «Волеренга»            | 1Д                     | ?         | ?         | КН                 | ?                  | ?                  | -                    | -                    | -                    | -          | -          | -          | ?      | ?      |
| Усього за «Волеренгу»  | Усього за «Волеренгу»  | Усього за «Волеренгу»  | ?         | ?         |                    | ?                  | ?                  |                      | ?                    | ?                    |            | -          | -          | ?      | ?      |
| 1968                   | «Сарпсборг»            | 1Д                     | ?         | ?         | КН                 | ?                  | ?                  | -                    | -                    | -                    | -          | -          | -          | ?      | ?      |
| 1969                   | «Сарпсборг»            | 1Д                     | ?         | ?         | КН                 | ?                  | ?                  | -                    | -                    | -                    | -          | -          | -          | ?      | ?      |
| 1970                   | «Сарпсборг»            | 1Д                     | ?         | ?         | КН                 | ?                  | ?                  | -                    | -                    | -                    | -          | -          | -          | ?      | ?      |
| 1971                   | «Сарпсборг»            | 1Д                     | ?         | ?         | КН                 | ?                  | ?                  | -                    | -                    | -                    | -          | -          | -          | ?      | ?      |
| Усього за «Сарпсборг»  | Усього за «Сарпсборг»  | Усього за «Сарпсборг»  | ?         | ?         |                    | ?                  | ?                  |                      | -                    | -                    |            | -          | -          | ?      | ?      |
| 1972                   | «Фрігг Осло»           | 2Д                     | ?         | ?         | КН                 | ?                  | ?                  | -                    | -                    | -                    | -          | -          | -          | ?      | ?      |
| 1973                   | «Фрігг Осло»           | 1Д                     | ?         | ?         | КН                 | ?                  | ?                  | -                    | -                    | -                    | -          | -          | -          | ?      | ?      |
| 1974                   | «Фрігг Осло»           | 2Д                     | ?         | ?         | КН                 | ?                  | ?                  | -                    | -                    | -                    | -          | -          | -          | ?      | ?      |
| Усього за «Фрігг Осло» | Усього за «Фрігг Осло» | Усього за «Фрігг Осло» | ?         | ?         |                    | ?                  | ?                  |                      | -                    | -                    |            | -          | -          | ?      | ?      |
| 1975                   | «Гасле-Лерен»          | ?                      | ?         | ?         | КН                 | ?                  | ?                  | -                    | -                    | -                    | -          | -          | -          | ?      | ?      |
| Усього                 | Усього                 | Усього                 | ?         | ?         |                    | ?                  | ?                  |                      | ?                    | ?                    |            | -          | -          | ?      | ?      |

### Статистика виступів за збірну
| Дата       | Місто              | Господарі  | Результат | Гості          | Турнір            | Голи | Примітки |
| ---------- | ------------------ | ---------- | --------- | -------------- | ----------------- | ---- | -------- |
| 11/10/1964 | Копенгаген         | Данія      | 2 – 0     | Норвегія       | товариський матч  | -    |          |
| 08/11/1964 | Люксембург (місто) | Люксембург | 0 – 2     | Норвегія       | Відбір до ЧС 1966 | -    |          |
| 11/11/1964 | Париж              | Франція    | 1 – 0     | Норвегія       | Відбір до ЧС 1966 | -    |          |
| 19/06/1965 | Бангкок            | Таїланд    | 0 – 7     | Норвегія       | товариський матч  | -    |          |
| 13/05/1970 | Осло               | Норвегія   | 0 – 2     | Чехословаччина | товариський матч  | -    |          |
| 17/06/1970 | Берген             | Норвегія   | 2 – 0     | Фінляндія      | товариський матч  | -    |          |
| 20/07/1970 | Рейк'явік          | Ісландія   | 2 – 0     | Норвегія       | товариський матч  | -    |          |
| 19/09/1970 | Осло               | Норвегія   | 2 – 4     | Швеція         | товариський матч  | -    |          |
| 23/09/1970 | Копенгаген         | Данія      | 0 – 1     | Норвегія       | товариський матч  | -    |          |
| 07/10/1970 | Осло               | Норвегія   | 1 – 3     | Угорщина       | Відбір до ЧЄ 1972 | -    |          |
| 11/11/1970 | Ліон               | Франція    | 3 – 1     | Норвегія       | Відбір до ЧЄ 1972 | -    |          |
| 15/11/1970 | Софія (місто)      | Болгарія   | 1 – 1     | Норвегія       | Відбір до ЧЄ 1972 | -    |          |
| 08/08/1971 | Мальме             | Швеція     | 3 – 0     | Норвегія       | товариський матч  | -    |          |
| 25/08/1971 | Гельсінкі          | Фінляндія  | 1 – 1     | Норвегія       | товариський матч  | -    |          |
| 27/10/1971 | Будапешт           | Угорщина   | 4 – 0     | Норвегія       | Відбір до ЧЄ 1972 | -    |          |
| Усього     |                    | Матчів     | 15        |                | Голів             | 0    |          |

### Тренер
Станом на 15 October 2013.
| Команда       | З              | По              | Результат | Результат | Результат | Результат | Результат | Результат | Результат | Результат |       |
| Команда       | З              | По              | І         | В         | Н         | П         | ГЗ        | ГП        | +/-       | В %       |       |
| ------------- | -------------- | --------------- | --------- | --------- | --------- | --------- | --------- | --------- | --------- | --------- | ----- |
| «Люн»         | 1985           | 1988            |           |           |           |           |           |           |           |           |       |
| «Олесунн»     | 1989           | 1989            |           |           |           |           |           |           |           |           |       |
| Норвегія U23  | 1990           | 1990            |           |           |           |           |           |           |           |           |       |
| Норвегія      | 11 жовтня 1990 | 30 червня 1998  | 88        | 46        | 26        | 16        | 168       | 63        | +105      | 52.27     |       |
| «Волеренга»   | 1998           | 1999            | 20        | 11        | 1         | 8         |           |           |           | 55        |       |
| «Вімблдон»    | 9 June 1999    | 1 May 2000      | 43        | 11        | 12        | 20        | 55        | 80        | –25       | 25.58     |       |
| Норвегія U19  | 2002           | 2003            | 7         | 4         | 2         | 1         | 8         | 6         | +2        | 57.14     |       |
| «Фредрікстад» | 2004           | 2005            | 26        | 8         | 7         | 11        | 35        | 44        | –9        | 30.77     |       |
| Ірак          | 2007           | 2008            | 6         | 2         | 3         | 1         | 12        | 5         | +7        | 33.33     |       |
| Норвегія      | 14 січня 2009  | 27 вересня 2013 | 50        | 25        | 9         | 16        | 63        | 50        | +13       | 50        |       |
| Всього        | Всього         | Всього          | Всього    | 240       | 107       | 60        | 73        | 341       | 248       | +93       | 44.58 |

## Титули і досягнення

### Як тренера
- Чемпіон Норвегії (1):

«Волеренга»: 2005

### Особисті
- Премія Кніксена: 1993

## Тренерський почерк
Ульсена іноді називають «футбольним професором» за його науковий підхід до гри. Він став одним з перших тренерів, які почали використовувати відео-аналіз матчів. Він збирав статистичні дані, щоб дізнатися який стиль гри є найбільш ефективним. Будучи тренером збірної Норвегії, він стверджував, що в команді немає гравців, які можуть принести перемогу над кращими командами. Норвегія має компенсувати це найкращим стилем гри і максимальним використанням сильних сторін гравців. За іронією долі, його улюблений стиль гри історично часто називають примітивним.
Він прийшов до висновку, що обрізки відіграють важливу роль і безпосередньо приносять багато голів, контратаки після обрізок повинні здійснюватися швидко і максимально швидко, до того, як суперник організовує свій захист. За словами Ульсена дуже небагато голів забиваються в грі проти так званої «організованої оборони». Велика кількість поперечних передач і спроби грати в обороні короткими пасами і комбінаціями збільшують шанс обрізки, часто у небезпечних ситуаціях. Його стратегія передбачала довгі передачі захисників, коли жоден з нападників не був відкритий, захисники повинні в цих випадках грати високо, віддаючи довгі передачі в бік атакуючих або флангових гравців. Він використовував футболістів з хорошою грою головою як адресатів передачі на фланзі, таких як Юстейн Флу. Це було в новинку на тлі стереотипу, що всі флангові гравці повинні бути невеликими швидкими і технічними.

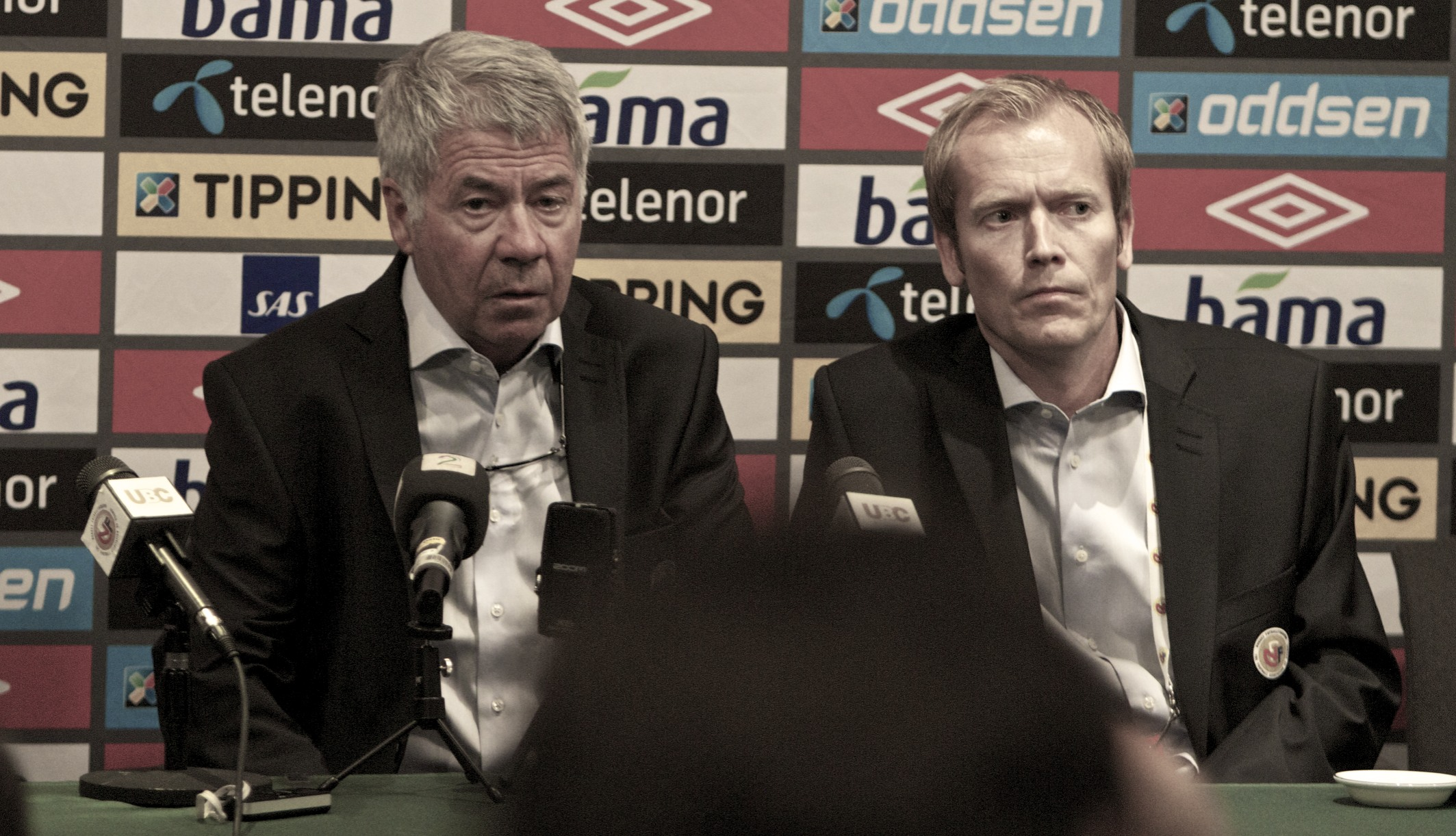
Ульсен на прес-конференції після матчу Норвегії проти Англії у 2012 році

Він не любив статичних нападників і стверджував, що форварди (у тому числі без м'яча) повинні бігати якомога більше, коли їхня команда володіє м'ячем, проти декількох гравців, що одночасно біжать, дуже складно захищатися. Він також наполягав, що кинджальні передачі через оборону суперника слід використовувати максимально часто і часті забігання в цю зону дуже важливі. Йому також належить фраза «å være best uten ball» (рос. бути кращим без м'яча), яка здобула популярність в Норвегії. Спочатку вона ставилася до Ейвінду Леонардсену, який за час матчів робив велику кількість пробіжок без м'яча.
Ульсен також був затятим прихильником зональної оборони, а не персональної. Він також стверджував, що гравці з добре розвиненою певною навичкою (з дуже хорошою швидкістю, грою головою, дриблінгом, пасом і т. д.), на відміну від всебічно розвинених футболістів, грають важливу роль у футболі.
Через довгі передачі, використання схеми 4-5-1 і надзвичайно гарний захист команд, стали називати нудною, навіть у період видатних результатів на посаді тренера збірної Норвегії. Тим не менш, з часом Норвегія поступово відійшла від цієї філософії, особливо в період перемог над Бразилією в 1997 і 1998 роках.
Його тренерський стиль поряд з Нільсом Арне Еггеном зробили сильний вплив на норвезький футбол. Норвезькі клуби в цілому багато працювали без м'яча, грали в зональну оборону і зосереджувалися на швидких контратаках. Ідея грати через довгі паси від захисту, однак, у наступні роки вийшла з моди в Норвегії.

## Особисте життя
Ульсен був членом комуністичної Робітничої партії Норвегії. Він також відомий широкими знаннями в географії, у 2002 році була опублікована книга фактів «Drillos Verden» (рос. Світ Дрілло), опублікована видавничим домом Ерлінга Кагге «Kagge Forlag». 
Крім цього він написав книгу «Футбол — більше, ніж гра» (1985) та «Ефективний футбол» (1994).